# Вишня кустарниковая
Ви́шня куста́рниковая, или Вишня степна́я (лат. Prúnus fruticósa) — вид двудольных цветковых растений, включённый в подрод Вишня (Cerasus) рода Слива (Prunus) семейства Розовые (Rosaceae). Предположительно, один из диких видов-предков современной гибридной вишни обыкновенной.

## Ботаническое описание

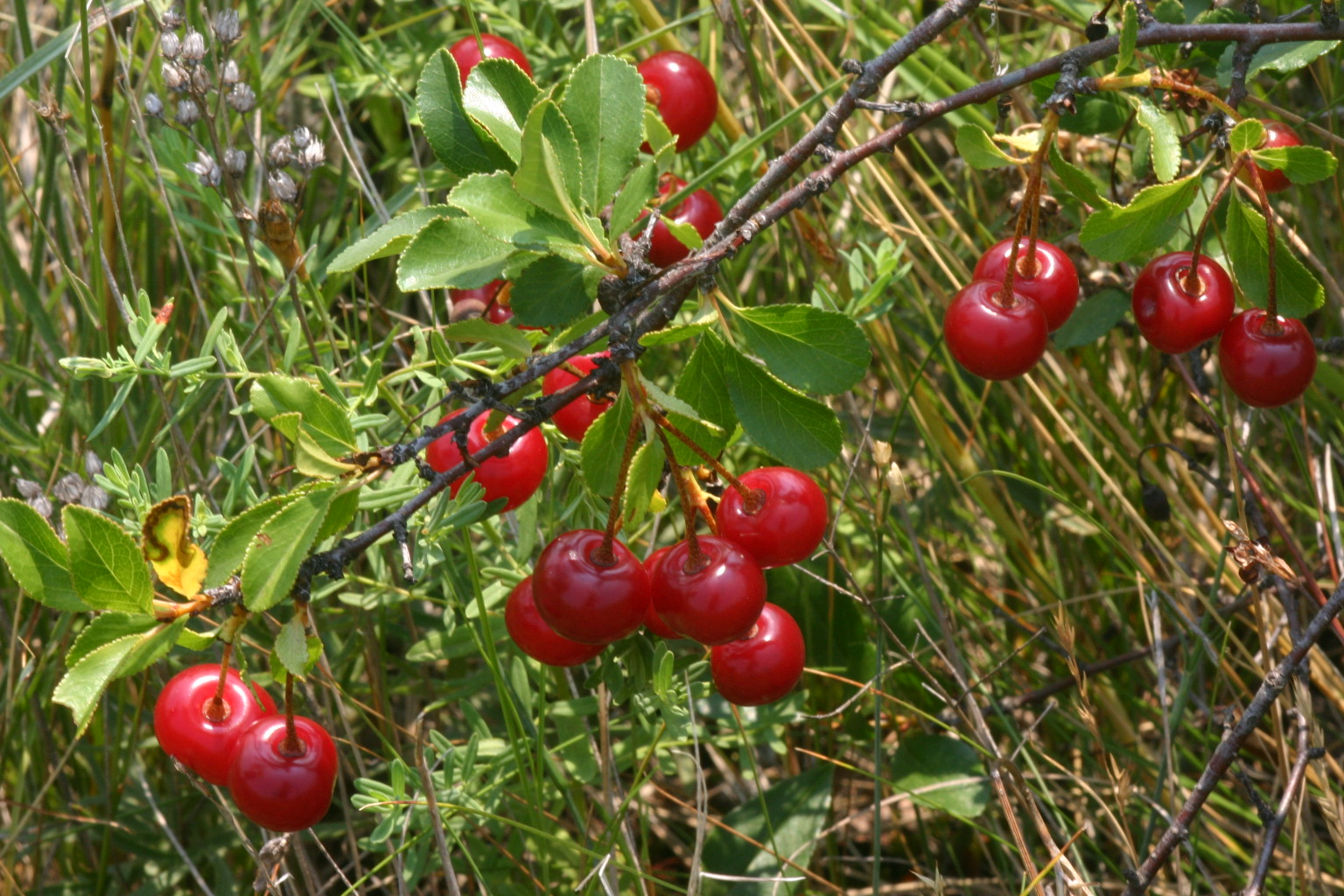
Плоды

Вишня степная — кустарник, не превышающий 2 м в высоту. Образует корневые отпрыски из придаточных почек, которые расположены на длинных горизонтальных корнях. Молодые ветки зелёные, затем становящиеся фиолетово-бурыми, голые.
Листья в очертании обратнояйцевидные или ланцетовидные, 3—6 см длиной и 1,5—2,5 см шириной, суженные к основанию, с тупозубчатым краем. Черешки до 1,5 см длиной, голые. Верхняя поверхность листовой пластинки тёмно-зелёная, голая, нижняя — светло-зелёная. Прилистники линейные, зазубренные.
Цветки белого цвета, одиночные или собранные в два—четыре в зонтиковидные соцветия, распускаются до появления листьев или одновременно с ним. Чашелистики прямые или отогнутые. Лепестки обратнояйцевидные, с притупленным концом. Тычинок 10—15, прикреплённых, как и лепестки, к верхнему краю гипантия (цветочная трубка). Пестик голый, из одного плодолистика, рыльце головчатое.
Плод — округлая, яйцевидная или грушевидная костянка до 2,5 см в диаметре, розового, красного или почти чёрного цвета. Эндокарпий гладкий. Съедобна, обладает кисло-сладким вкусом.

## Распространение и экология
Вишня кустарниковая широко распространена от Центральной Европы до предгорий Алтая в Западной Сибири (северо-восточный Казахстан). Ареал вида приурочен к степной зоне.
Встречается в луговых и типчаково-ковыльно-разнотравных степях. В полосе лесостепи обитает в остепнённых сосновых и дубовых лесах. Местами образует самостоятельные заросли, которые считаются одним из вариантов кустарниковых степей.
Светолюбива, в затемнённых местах почти не плодоносит. Предпочитает карбонатные почвы. Зимостойка и засухоустойчива.

## Химический состав
Молодые побеги и листья в фазе отцветания содержат 9,2 % воды. В абсолютно сухом состоянии состоят из 5,9 % золы, 16,6 % протеина, 3,6 % жира, 10,9 % клетчатки, 63,0 % БЭВ.

## Значение и применение
Плоды содержат до 12 % сахаров (преимущественно простых), пригодны в пищу свежими, а также в виде компотов и варенья. В местах массового распространения этого кустарника местное население заготавливает плоды в больших количествах.
Медоносное растение. Продуктивность мёда при сплошном произрастании 30—40 кг/га.
Используется в полезащитном лесоразведении и для закрепления оврагов.
Благодаря морозостойкости вишню степную культивируют вместо культурной вишни на Урале и в Сибири или используют в качестве подвоя. И. В. Мичурин использовал этот вид для выведения ряда сортов вишни («Полёвка», «Идеал», «Пионерка», «Надежда Крупская» и других).

## Таксономия
|  |                                      |  |                                                         |                                                         |                   |  | ещё 8 семейств (согласно Системе APG III) | ещё 8 семейств (согласно Системе APG III) |               |  |  |  | подроды Миндаль, Слива и Emplectocladus | подроды Миндаль, Слива и Emplectocladus |  |  |
|  |                                      |  |                                                         |                                                         |                   |  | ещё 8 семейств (согласно Системе APG III) | ещё 8 семейств (согласно Системе APG III) |               |  |  |  | подроды Миндаль, Слива и Emplectocladus | подроды Миндаль, Слива и Emplectocladus |  |  |
|  |                                      |  |                                                         | порядок Розоцветные                                     |                   |  |                                           |                                           | род Слива     |  |  |  |                                         | вид Вишня кустарниковая                 |  |  |
|  |                                      |  |                                                         | порядок Розоцветные                                     |                   |  |                                           |                                           | род Слива     |  |  |  |                                         | вид Вишня кустарниковая                 |  |  |
|  | отдел Цветковые, или Покрытосеменные |  |                                                         |                                                         | семейство Розовые |  |                                           |                                           | подрод Вишня  |  |  |  |                                         |                                         |  |  |
|  | отдел Цветковые, или Покрытосеменные |  |                                                         |                                                         |                   |  |                                           |                                           |               |  |  |  |                                         |                                         |  |  |
|  |                                      |  | ещё 58 порядков цветковых растений (по Системе APG III) | ещё 58 порядков цветковых растений (по Системе APG III) |                   |  |                                           | ещё 108 родов                             | ещё 108 родов |  |  |  | ещё 68 видов                            |                                         |  |  |
|  |                                      |  |                                                         | ещё 58 порядков цветковых растений (по Системе APG III) |                   |  |                                           |                                           | ещё 108 родов |  |  |  |                                         |                                         |  |  |

### Гибриды
- Prunus ×eminens Beck, 1892 [Prunus cerasus × Prunus fruticosa]
- Prunus ×javorkae Kárpáti, 1944 [Prunus fruticosa × Prunus mahaleb]
- Prunus ×mohacsyana Kárpáti, 1944 [Prunus avium × Prunus fruticosa]
- Prunus ×stacei Wójcicki, 1991 [Prunus cerasus × Prunus fruticosa × Prunus avium]

### Синонимы
- Cerasus chamaecerasus (Jacq.) Loisel., 1812
- Cerasus chamaecerasus var. silvestris Dierb., 1827
- Cerasus fruticosa (Pall.) Woronow, 1925
- Cerasus humilis Host, 1831
- Cerasus pumila (L.) Pall., 1771
- Cerasus sibirica hort. ex L.H.Bailey, 1901
- Prunus cerasus var. pumila L., 1753
- Prunus chamaecerasus Jacq., 1786
- Prunus chamaecerasus f. salicifolia hort. ex Zabel, 1903
- Prunus chamaecerasus var. pendula (Dippel) Behnsch, 1905
- Prunus fruticosa f. pendula Dippel, 1893
- Prunus fruticosa var. pendula (Dippel) C.K.Schneid., 1906
- Prunus fruticosa var. typica Beck, 1892
- Prunus intermedia Poir., 1804
- Prunus pumila (L.) Georgi, 1800, nom. illeg.